# Josefa Murillo
Josefa Murillo Carlín (Tlacotalpan, Veracruz, 20 de febrero de 1860-Ibidem, 1 de septiembre de 1898) fue una poeta y estudiosa autodidacta conocida como "La alondra del Papaloapan". Su obra ha sido considerada dentro de la corriente del romanticismo.
A partir de los 15 años colaboró en revistas y periódicos. Sus poemas aparecieron en los periódicos El dictamen, El correo de sotavento, La voz de sotavento, La voz de Tlacotalpan. Algunos de sus seudónimos fueron Xóchitl, Tololoche y Matusalem. Muchos de sus textos aún permanecen inéditos.

## Biografía
Murillo Carlín nació en la casa familiar, ubicada junto al río Papaloapan (Tlacotalpan, Veracruz) donde su familia había residido desde tiempo coloniales. Sus padres fueron Mariano Murillo y Manuela Carlín. Fue la segunda de ocho hermanos.  Permaneció soltera a raíz de la muerte de su pretendiente Lorenzo de la Puente Aguirre, quien se vio atacado de una fiebre que provocó un rápido fallecimiento en apenas tres días. Debido al asma que Murillo padecía no pudo atender la escuela adecuadamente por lo que recibió sus primeras enseñanzas líricas de dos tías paternas, posteriormente se convirtió en una estudiosa autodidacta y aprendió francés, leyó a muchos escritores románticos tanto nacionales como internacionales tales como Víctor Hugo y Lamartine
Sus primeras obras las escribió cuando tenía 15 años de edad bajo el seudónimo de "Xóchitl". Fue políglota autodidacta y aprendió el zapoteco de los trabajadores cañeros que se hospedaban en casa de su padre. De los libros de este aprendió inglés, francés y latín.

## Obra
En general la obra de Josefa Murillo ha sido leída como poesía de tema amoroso y nostálgico, aunque también parte de lo que la caracteriza es la ironía con que presenta los roles de género. El lugar de espectadoras que el mundo atribuyó a las mujeres de la época hace que se agudice su capacidad de observación de detalles, y por lo tanto se vuelvan personas con una afilada mirada, dando como resultado, en muchas ocasiones, textos satíricos y de crítica social. Esto último se puede apreciar en la obra de Murillo en los poemas “Galán de día” e “Indecisión”. De igual forma que muchos otros románticos, la poesía de Josefa Murillo comprende temáticas que se referían a estados de ánimo y también a preocupaciones metafísicas, tales como la vida, la muerte, la fugacidad del tiempo, la eternidad, etc.
Otra de las temáticas que comprende la obra de Murillo es la oposición entre hombre–mujer y naturaleza; describiendo al hombre con tintes de vitalidad, fuerza, inconsciencia e irracionalidad y el segundo como un ente racional, con limitaciones y conciencia.
Tras un año de la muerte de Murillo, es decir en 1899, Cayetano Rodríguez Beltrán organizó el Homenaje Nacional en donde se enarboló la producción artística de la poeta. En él participaron algunos de los personajes contemporáneos más importantes del medio como Justo Sierra. Amado Nervo, José María Vigil y Luis G. Urbina. A pesar de este esfuerzo su obra no fue reunida hasta 1927 y publicada recién en 1961.
Algunos analistas de su obra, como César Gómez Cañedo, aseguran que el aislamiento geográfico de la poeta influyó de manera significativa en su obra (no en un mal sentido), sino que la enriqueció porque intelectualmente hablando, Murillo no se encontraba en absoluto en aislamiento ni reclusión. Lo cierto es que esta mujer siempre quiso salir de la casa paterna aunque nunca lo logró, e incluso mandó una carta a Benito Juárez donde le solicitaba que obligara a su padre, el señor Murillo, a dejarla salir de Tlacotalpan Hay otra versión que asegura que la carta no fue escrita precisamente con el objetivo de salir de casa de su padre, sino que solicitaba al presidente apoyo para continuar con sus estudios pues la reclusión y su condición de mujer dificultaban este deseo.
Leonardo Pasquel asegura que probablemente a causa de la reclusión de la enfermedad, Murillo tuvo el tiempo suficiente para leer a muchos autores cuya influencia puede verse en su poesía tales como Hienrich Heine, Bécquer e incluso Salvador Díaz Mirón a quién dedica su único homenaje a través de un soneto.  La relación de la obra de Murillo con la de Bécquer fue uno de los rasgos que se relataron con mayor fuerza en el Homenaje Nacional, momento en el que más atención se puso a la autora. Antonio de la Peña y Reyes ubica a la poeta dentro de la valoración canónica de la época

## Recepción crítica

### Análisis canónico
La poesía de Josefa Murillo tuvo una recepción que la interpretaba como proveniente de una mujer dolorida y frágil, que permanecía en reclusión casera de forma permanente. Por esta supuesta vida que llevaba Murillo muchas de las interpretaciones a sus obras celebran la elevación y delicadeza de su poesía femenina, por ser además una mujer desgraciada en amores ya que su prometido falleció.
Según Pasquel, a los quince años Murillo sufrió la pérdida de una amiga muy querida y es desde ahí que se convierte en esta mujer extremadamente sensible y frágil. El dolor es tomado como el estímulo que la hace escribir poesía y forma una especie de círculo vicioso, es decir, sufría y entonces escribía; pero, también buscaba sufrir para inspirarse y producir.
Desde esta perspectiva, Josefa Murillo es vista como la poeta del amor desencantado. Por lo general en su poesía se vislumbra una atmósfera de melancolía y dolor hasta tal punto que hace parecer incoherente que haya escrito composiciones de otra índole, por ejemplo, poesía de tipo festivo.

### Análisis desde otra mirada
Frente al análisis canónico de la obra de Josefa Murillo, César Gómez Cañedo realiza una lectura de los textos desde otra perspectiva. Él contrasta la consolidación de Murillo como una mujer débil y melancólica contra cierta poesía de la autora que en realidad no se adapta a los moldes del deber ser para las mujeres de la época.
Las mujeres escritoras del siglo XIX escriben detrás de un seudónimo que les permite la publicación de sus escritos y les sirve como escudo para la crítica social.
Quizás por eso Murillo escribió con el seudónimo de “Totoloche” bajo el cual “despliega una serie de temáticas insumisas, en las que la voz poética femenina burla y desafía, con una considerable dosis de humor, la autoridad masculina y, con ella, una serie de prácticas amorosas, poéticas y literarias que constreñían el discurso de las mujeres y las posibilidades que éstas tenían de ejercer la voz y ser reconocidas.” según Gómez Cañedo.
De esta manera se explican poemas tales como “Los acuerdos de la envidia” o “Letrilla Chaquistera” donde abundan el humor, la brevedad poética, la crítica social a la Iglesia e incluso a las beatas.

## Antologías que han recopilado su obra
- Murillo, Josefa (1961).  Leonardo Pasquel, ed. Colección Suma veracruzana. Serie Poesía. Citlaltépetl.
- Dehesa y Gómez Farías, María Teresa; Murillo, Josefa (1970). Obra poética de Josefa Murillo. México: Citlaltépetl.
- Moreno, Josefa; Moreno, Salvador (1986). La Alondra: poemas. México: Pre-Textos. ISBN 9788485081769.
- Murillo, Josefa. (1975). 64 poemas y una rosa. Tlacotalpan: Ediciones del Museo Salvador Ferrando.[1]
- Murillo, Josefa. (1984). Obra poética. Universidad Veracruzana. Xalapa: Centro de investigaciones lingüístico-literarias.[1]
- Vv aa. (2007). 99 poemas mexicanos a la madre. Ciudad de México: Grijalbo. Selección y notas de José Manuel Mateo[1]
- Vv aa. (2012). Antología general de la poesía mexicana : de la época prehispánica a nuestros días Ciudad de México: Océano[1]

## Calles con su nombre
En el estado de Veracruz: Veracruz (Puerto), Xalapa, Tlacotalpan, Playa Vicente, Perote, y Cosamaloapan; así como en otros estados de México: en Celaya (Guanajuato) y Morelia (Michoacán).